# Síndrome de Cotard
Síndrome de Cotard, também chamada de delírio de Cotard, síndrome do cadáver ambulante, delírio niilista ou delírio de negação, é uma rara doença mental em que a pessoa afetada detém a crença delirante de que ela já está morta, não existe, está em putrefação ou que perdeu seu sangue ou órgãos internos. A análise estatística de cem pacientes indica que a negação da auto-existência é um sintoma presente em 69% dos casos de síndrome de Cotard; ainda que, paradoxalmente, 55% dos pacientes apresentam delírios de imortalidade.
Em 1880, o neurologista Jules Cotard descreveu a condição como Le délire des négations ("O Delírio da Negação"), uma síndrome psiquiátrica de severidade variada. Um caso leve é caracterizado por desespero e auto-aversão, enquanto um caso grave é caracterizado por delírios intensos de negação e depressão psiquiátrica crônica. O caso da "Mademoiselle X" descreve uma mulher que negou a existência de partes de seu corpo e de sua necessidade de comer. Ela disse que estava condenada à danação eterna e, portanto, não podia morrer de morte natural. No decorrer do sofrimento de "O Delírio da Negação", a "Mademoiselle X" morreu de fome.
A ilusão de Cotard não é mencionada no Manual Diagnóstico e Estatístico de Transtornos Mentais (DSM) ou na décima edição da Classificação Estatística Internacional de Doenças e Problemas Relacionados com a Saúde (CID-10) da Organização Mundial da Saúde.

## Sinais e sintomas
O sintoma central na síndrome de Cotard é o delírio de negação. Aqueles que sofrem desta doença muitas vezes negam sua própria existência ou que uma certa parte do seu corpo exista. A síndrome de Cotard costuma ter três etapas distintas. Na primeira etapa - Germinação - os pacientes sofrem crises de depressão psicótica e sintomas hipocondríacos. A segunda etapa - Florescimento- é caracterizada pelo desenvolvimento completo e explosivo da síndrome e os delírios de negação. A terceira etapa - Crônica - é caracterizada por delírios graves e depressão crônica.
A síndrome de Cotard retira a pessoa afetada do convívio social devido à negligência de sua higiene pessoal e saúde física. O delírio de negação da própria existência afeta o paciente de ter conhecimento da realidade externa, produzindo uma visão distorcida do mundo externo. Essa delusão de negação geralmente é encontrada no paciente psicótico que também apresenta esquizofrenia.

### Realidade distorcida
O artigo Betwixt Life and Death: Case Studies of the Cotard Delusion  (1996) descreve um caso contemporâneo de síndrome de Cotard, que ocorreu em um escocês cujo cérebro foi danificado em um acidente de moto:
Os sintomas do paciente ocorreram no contexto de sentimentos de irrealidade mais gerais e de estar morto. Em janeiro de 1990, após sua alta hospitalar em Edimburgo, sua mãe o levou para a África do Sul. Ele estava convencido de que tinha sido levado para o inferno (que foi confirmado pelo calor), e que ele morreu de septicemia (que tinha sido um risco no início de sua recuperação) ou talvez de AIDS (ele havia lido uma história em The Scotsman sobre alguém com AIDS que morreu de septicemia), ou de uma overdose de uma injeção de febre amarela. Ele pensou que tinha pego "emprestado o espírito de sua mãe para mostrá-la o inferno", e que ela estava dormindo na Escócia.
O artigo Recurrent Postictal Depression with Cotard Delusion (2005) descreve o caso de um menino epiléptico de quatorze anos cuja percepção distorcida da realidade resultou da síndrome de Cotard. O histórico de sua saúde mental expressava temas de morte, tristeza crônica, diminuição da atividade física durante as horas de brincar, retirada social e funções biológicas perturbadas. Cerca de duas vezes por ano, o menino sofreu episódios que duraram entre três semanas e três meses. No decorrer de cada episódio, ele disse que tudo e todos estavam mortos (incluindo árvores), descreveu-se como um cadáver e advertiu que o mundo seria destruído em poucas horas. Ao longo do episódio, o menino não mostrou resposta a estímulos agradáveis e não teve interesse em atividades sociais.

## Fisiopatologia

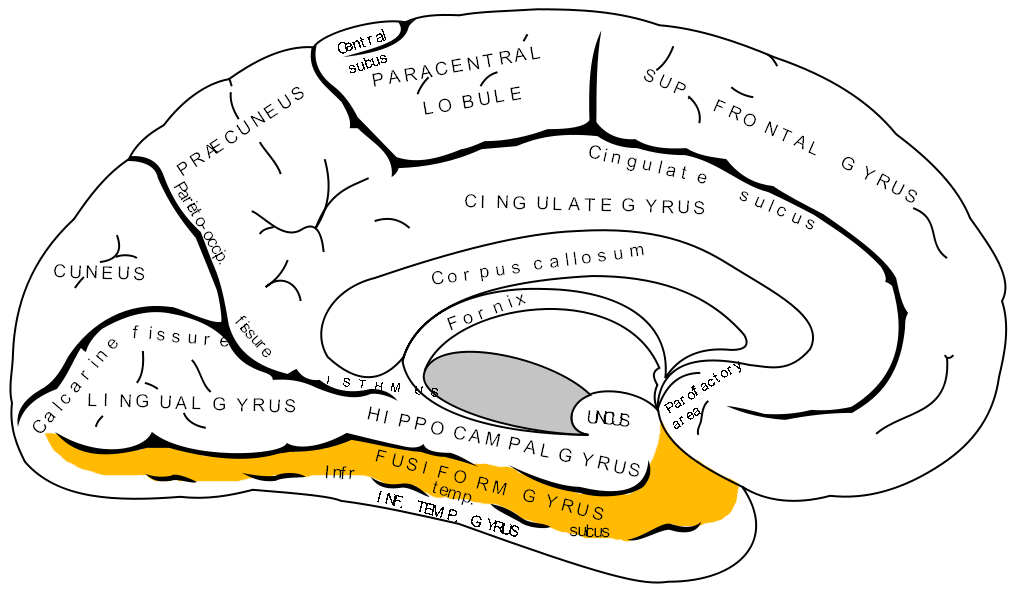
A falha neural na área fusiforme da face, no giro fusiforme (em laranja), pode ser uma causa da ilusão de Cotard.

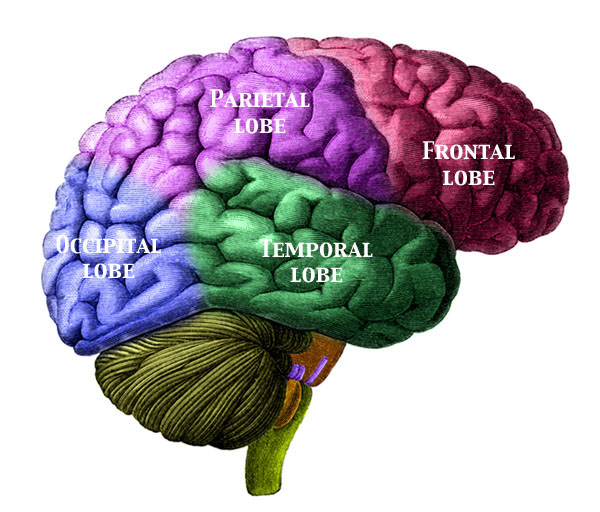
No cérebro, lesões orgânicas no lobo parietal podem causar a Síndrome de Cotard.

A neurofisiologia subjacente e a Psicopatologia da síndrome de Cotard podem estar relacionadas a problemas de identificação incorreta delirante. Neurologicamente, pensa-se que a síndrome de Cotard (negação da própria existência) está relacionada à Síndrome de Capgras (pessoas substituídas por impostores); considera-se que cada tipo de delírio resulta de falhas neurais na área fusiforme da face do cérebro (que reconhece os rostos) e na amígdala cerebelosa (que associa emoções a um rosto reconhecido).
A desconexão neural cria no paciente uma sensação de que o rosto que está observando não é o rosto da pessoa a quem pertence; portanto, esse rosto não tem a familiaridade (reconhecimento) normalmente associada a ele. Isso resulta em desrealização ou desconexão do meio ambiente. Sendo assim, se o rosto observado é o rosto de uma pessoa conhecida pelo paciente, eles visualizam esse rosto como o de um impostor (síndrome de Capgras). Se o paciente vê o próprio rosto, eles não conseguem perceber nenhuma associação entre o rosto e seu próprio senso de si mesmo, resultando na negação da própria existência.
A síndrome de Cotard é encontrada geralmente em pessoas aflitas com uma psicose (por exemplo, esquizofrenia), transtornos neurológicos e mentais, depressão, desrealização, tumor cerebral, e enxaqueca. A literatura medicinal indica que a ocorrência da ilusão de Cotard está associada a lesões no lobo parietal. Como tal, o paciente da ilusão de Cotard apresenta uma maior incidência de atrofia cerebral—especialmente do lobo frontal mediano—do que as pessoas nos grupos de controle.
A Síndrome de Cotard também resulta da resposta fisiológica adversa de um paciente a uma droga (por exemplo, aciclovir) e ao seu precursor de pró-fármaco (por exemplo, valaciclovir). A ocorrência de sintomas relacionados à Síndrome de Cotard foi associada a uma concentração sérica elevada de 9-Carboximetoximetilguanina (CMMG), o principal metabólito da droga aciclovir. Como tal, o paciente com rins fracos (insuficiência renal) continua a arriscar a ocorrência de sintomas delirantes, apesar da redução da dose de aciclovir. O uso de hemodiálise resolveu os delírios do paciente (negação da própria existência) em poucas horas do tratamento, o que sugere que a ocorrência de sintomas da Síndrome de Cotard pode não ser sempre causa de hospitalização psiquiátrica do paciente.